# ایروینگ چرنف
ایروینگ چِرنِف (انگلیسی: Irving Chernev؛ ۲۹ ژانویه ۱۹۰۰ – ۲۹ سپتامبر ۱۹۸۱) شطرنج‌باز، و نویسنده و مؤلف در زمینه شطرنج روسی-آمریکایی بود. او در پریلوکی در امپراتوری روسیه (در حال حاضر در اوکراین) متولد شد و در سال ۱۹۲۰ میلادی به ایالات متحده مهاجرت کرد. چرنف یک بازیکن قدرتمند ملی و غرق در شطرنج بود. عشق عمیق چرنف به شطرنج برای هر خواننده کتابهایش آشکار است. شاید معروفترین کتابش شطرنج منطقی: حرکت به حرکت  است، که در سال ۱۹۵۷ میلادی منتشر شد. او در این کتاب ۳۳ بازی کلاسیک را که بین سال‌های ۱۸۸۹ تا ۱۹۵۲ میلادی توسط استادانی همچون کاپابلانکا، آلخین، و تاراش انجام شده‌بود، به روش آموزنده توضیح می‌دهد. از او کتاب بزرگان شطرنج ترجمهٔ رضا رضایی به فارسی منتشر شده‌است.